# Emoia lawesi
Emoia lawesi este o specie de șopârle din genul Emoia, familia Scincidae, descrisă de Günther 1874. A fost clasificată de IUCN ca specie în pericol. Conform Catalogue of Life specia Emoia lawesi nu are subspecii cunoscute.